# Adriaan Diederik van Bergeijk
Adriaan Diederik (Flip) van Bergeijk (Rotterdam, 18 februari 1890 - Hannover-Mühlenberg, 5 april 1945) was notaris in Zuidland en leider van het verzet aldaar in de Tweede Wereldoorlog.

## Biografie
Van Bergeijk trouwde in Zaandam op 24 september 1919 met Nora van der Stadt (Zaandam, 27 maart 1892). 
Zij kregen tussen 1920 en 1925 drie kinderen. Hun dochter Janneke hield in de Tweede Wereldoorlog een dagboek bij van haar belevenissen in Meeuwen.

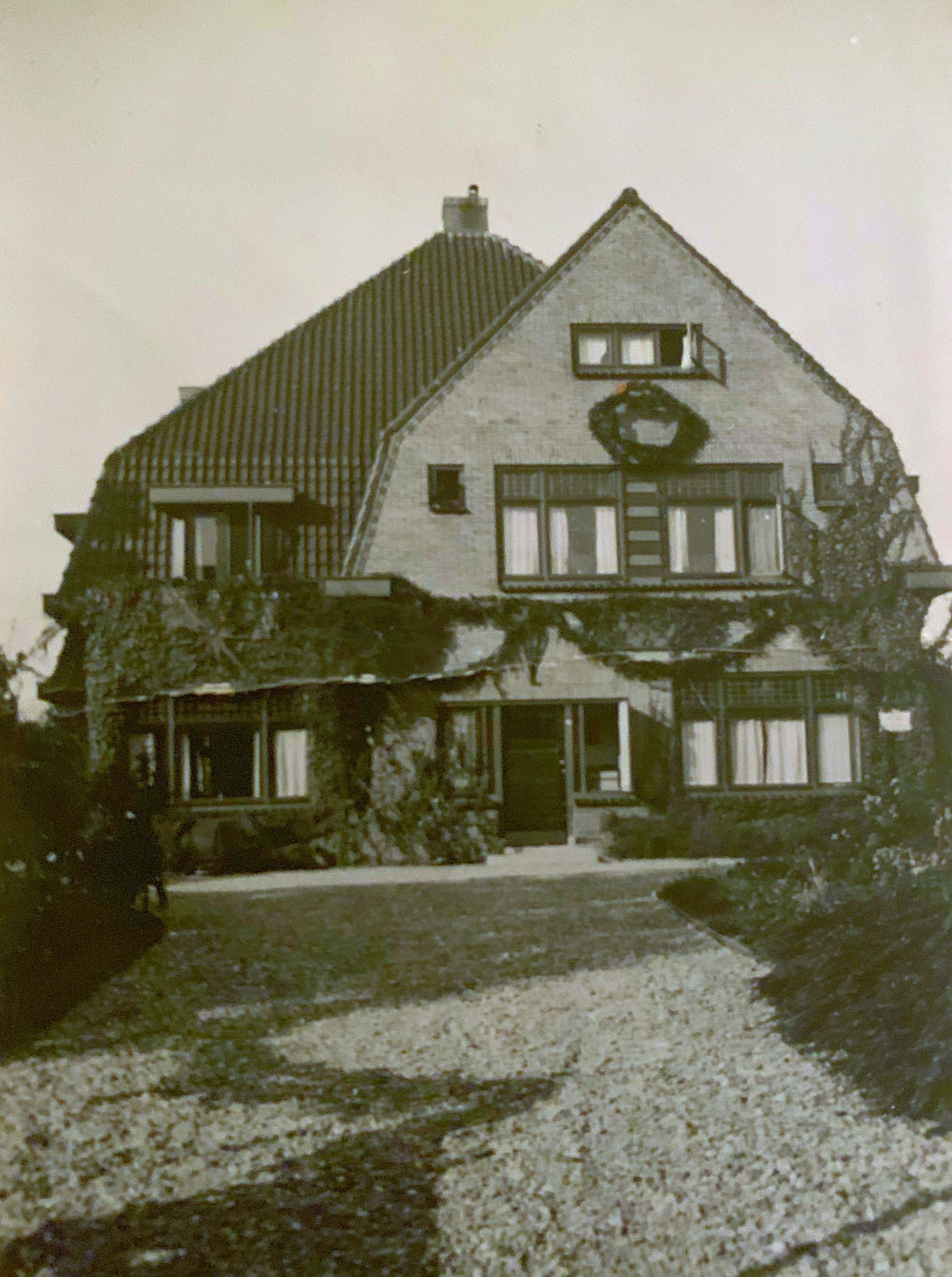
Het huis van notaris Van Bergeijk in Zuidland

Van Bergeijk was tijdens de Tweede Wereldoorlog actief in het verzet. Hij zorgde onder meer voor voedsel voor onderduikers en staat in de erelijst der gevallenen vermeld als plaatselijk commandant van de Nederlandse Binnenlandse Strijdkrachten. Op 22 december 1944 werd hij thuis door Duitsers opgepakt. Na een verblijf in het Oranjehotel in Scheveningen ging hij naar kamp Amersfoort. Hij werd aan het einde van de oorlog op 15 maart 1945 met de laatste trein vanuit Amersfoort vervoerd naar concentratiekamp Neuengamme, samen met zijn collega-notaris Gerrit Ruijs.
Vrij snel daarna werd hij overgeplaatst naar Hannover-Mühlenberg, waar hij op 5 april 1945 om het leven werd gebracht.

## In het verzet
Van Bergeijk vormde op Voorne-Putten een verzetsgroep samen met Frederik H.G. van Iterson, Theodorus J. Kwanten, en Pieter Oranje. Deze leden zijn tegelijk met Van Bergeijk naar Amersfoort vervoerd, alwaar Kwanten en Oranje op 8 maart 1945 werden gefusilleerd als vergelding van de aanslag op Rauter. Iterson en Van Bergeijk werden doorgevoerd naar Duitsland, waar zij in de kampen omkwamen. Na de oorlog, in 1945 en 1946, werd in het Brielle Tribunaal geprobeerd om de gang van zaken rondom het verraad van de verzetsgroep op te helderen. In het daaropvolgende proces werden loonwerker Johannes Leendert Lekkerkerk uit Zuidland en tandarts Otto Adrianus Johannes Kros uit Hellevoetsluis veroordeeld voor de aanwijzingen die zij aan de Duitsers hadden verstrekt rondom deze verzetsgroep.

## De verzetsgroep
Uit het arrestantenregister van Rotterdam blijkt dat op 23 december 1944 zijn binnengebracht de volgende personen als een groep met nummer 9844 tot en met 9850, waarmee het aannamelijk is dat de verzetsgroep de volgende personen omvatte:
- 9850: Adriaan Diederik van Bergeijk (18-2-1890 Rotterdam) notaris te Zuidland, Goordijk 50b
- 9849: Pieter Burik (5-6-1902 Abbenbroek) ambtenaar Gemeente Rotterdam, wonende te Abbenbroek, Kerkplein 72
- 9848: Pieter Oranje (29-11-1889 Den Haag) zonder beroep, wonende te Nieuwenhoorn, Rijksstraatweg B.282
- 9847: Jan Boot (1-2-1910 Nieuw Helvoet) hoofdonderwijzer te Zwartewaal, Noordeinde A-90
- 9846: Theodorus Johannes Kwanten (8-8-1893 Nieuwenhoorn) winkelier te Nieuwenhoorn, Dorpsstraat A.277
- 9845: Cornelis de Jonge (14-1-1917 Wassenaar?) wachtmeester marechaussee te Brielle, Visstraat 10
- 9844: Frederik Hendrik Gijsbertus van Iterson (14-2-1891 Gouda) rentmeester te Oostvoorne, Rijlaan 205

Alle zeven zijn ze op deze dag aangebracht door de S.D. (Richter) en dezelfde dag door hem doorgevoerd, waarschijnlijk naar het oranjehotel in Scheveningen.
Zeer waarschijnlijk gaat het hier om Kurt Carl Ferdinand Henri Richter (21-7-1908 Hamburg) die sinds december 1941 was bevorderd tot Kriminal Oberassistent
en overgeplaatst naar de Aussenstelle Rotterdam. 